# Horeca
Horeca (o Ho.Re.Ca.) è un termine commerciale che si riferisce al settore dell'industria alberghiera. È l'acronimo di hotellerie-restaurant-café (albergo, ristorante e bar), ma la terza parola viene a volte identificata con catering, o altre simili.
È largamente riconosciuta l'associazione di categoria degli albergatori e dei ristoratori dei Paesi Bassi Koninklijk Horeca Nederland.
Si utilizza il termine Horeca per indicare la distribuzione di un prodotto presso hotel, ristoranti, trattorie, pizzerie, bar e simili, catering. In pratica, il canale Horeca è rappresentato da chi, per professione, somministra alimenti e bevande, mentre quello della grande distribuzione organizzata (GDO) o dei negozi è relativo a chi commercia alimenti e bevande. La stragrande maggioranza dei soggetti del mondo Horeca sono piccole o micro imprese.
Le aziende internazionali di surgelati o delle bevande, o anche del tabacco (per esempio British American Tobacco), usano il termine Horeca per definire il canale commerciale della bevanda e della ristorazione, o il canale commerciale alberghiero.